# 野島泰治
野島 泰治（のじま たいじ、1896年11月10日 - 1970年3月3日）は日本の医師。ハンセン病の治療に当たり、大島青松園に41年（うち園長36年）勤める。

## 略歴
- 1896年11月10日 - 広島県安那郡川南村（現・福山市）に生まれる。
- 1921年3月 - 大阪医科大学（現・大阪大学医学部）卒業。
- 1922年4月 - 陸軍歩兵（直ちに除隊）
- 1922年7月 - 大阪市立桃山病院医員
- 1923年1月 - 大阪医科大学助手
- 1923年9月 - 外島保養院医員　1923年から1926年にかけて15名の男性患者に対し、療養所内で子供をもうけたことに対する交換条件または処罰としての断種を行った。
- 1926年11月 - 大阪商船医師
- 1927年6月 - 大島青松療養所医員
- 1928年以降　当時ハンセン病が遺伝しないことは明らかになっていたが、ハンセン病にかかりやすい体質が子孫に遺伝するのを防ぐためとして、数十名の男性患者に対して精管切断または睾丸摘出を行った。
- 1932年2月 - ハンセン病の血清反応に関する研究で、医学博士の学位を受ける。
  - 2月24日　- 野島泰治 //癩の血清反應に関する研究 大阪帝国大学から、博士論文データベースによる
- 1933年4月 - 同所長
- 1937年11月 - 第10回日本らい学会を香川県高松市の讃岐会館で主催。
- 1969年4月 - 同退職。1969年11月 - 勲二等旭日重光章を受章。
- 1970年3月3日 - 死去。従三位を追贈される。

## 著書
- 『祈る らい医師の海外紀行』（1973年、曽我野一美・斉木創編集、京都市）

訪欧編(1957)、東南アジア紀行(1956)、南北アメリカ編(1963)、フィリッピン(1964)、東南アジア紀行(1967)、第2回訪欧編(1969)と訪問記は詳しく書かれている。特に最初の欧州旅行はなかなか厚生省の許可がおりず、また、費用もでず、苦労している。飛行機でなくて船でいっている。
- 随筆集  『らいと梅干と憲兵』（1971年、野島泰治先生記念会）
  - 終戦直後、海軍より車の提供を受けた野島が使用していたところ、陸軍の憲兵から理不尽にも監禁され体罰をうけたが、それでも死なないでよかったと述べている。患者に大樽3つの梅干を軍から提供され療養所で使った。当時の貴重品である。その外のエッセイ集である。
- 『野島泰治先生研究業績集』
  - 野島泰治が国内および国際的な学会や会議等で発表した研究論文は、144を数える。終生「結核とハンセン病はどこが違うのか」を問い続け、結核菌とハンセン病菌の一元論を主張した。

## 批判
- 長い間、同じ療養所所長を務めているが、批判めいた記録はすくない。光田健輔が所長を務めた長島愛生園にちかいが、彼とは対立していない。小笠原登を批判している。

## 文献
- 野島泰治　平成22年9月7日閲覧　写真あり　Archived 2017-10-08 at the Wayback Machine.